# Odontomachus ruficeps
Odontomachus ruficeps es una especie de hormiga del género Odontomachus, familia Formicidae. Fue descrita científicamente por Smith en 1858.
Se distribuye por Australia. Se ha encontrado a elevaciones de hasta 640 metros. Habita en selvas tropicales.